# Ливадия (стадион)
Вижте пояснителната страница за други значения на Ливадия.
„Ливадия“ е мултифункционален стадион, намиращ се в град Ливадия, Гърция.
Най-вече се използва за футбол, като служи за домакинските срещи на „Ливадиакос“, който играе в Гръцката суперлига.
Стадионът изглежда трагично до 2005 година, когато се ремонтира благодарение на изкачването на ФК „Ливадиакос“ в Гръцката суперлига. Построен е през 1952 и има капацитет от 10 200 седящи места. 